# DeWayne Scales
DeWayne Jay Scales (Dallas, 28 dicembre 1958) è un ex cestista statunitense, professionista nella NBA.

## Carriera
Venne selezionato dai New York Knicks al secondo giro del Draft NBA 1980 (36ª scelta assoluta).